# 斯洛文尼亞歷史
斯洛文尼亞有文獻記載的歷史可追溯到前5世紀。青銅器時代早期，伊利里亞人已居住在此。斯洛文尼亞曾被神聖羅馬帝國統治將近1000年。
1991年，斯洛文尼亞自南斯拉夫獨立。目前斯洛文尼亞已經加入歐盟和北約。

## 早期
在冰河时期末期，斯洛文尼亚曾有尼安德特人居住。在铁器时代，伊利里亚人和凯尔特人部落居住于此。
前1世纪，罗马人将此征服，建立潘诺尼亚和诺里库姆省。
6世紀，斯拉夫人來到斯洛文尼亞並在此定居。7世紀，當地興起第一個斯洛維尼亞族國家，即卡蘭塔尼亞公國。745年，斯洛文尼亚境内由于受到新兴的阿瓦尔人的威胁，和巴伐利亚公国一起并入加洛林帝国。此时，当地的許多斯拉夫人自此开始轉信天主教。
1000年，《弗賴辛手稿》為斯洛維尼亞語現存最早的文字記錄，也是歷史上第一個以拉丁字母書寫的斯拉夫語言。

## 中世纪
745年，在新出现的阿瓦尔人压力下，卡兰塔尼亚和现今斯洛文尼亚的斯拉夫人地区，屈服于巴伐利亚的统治，并与巴伐利亚公国一起加入了加洛林帝国。而卡兰塔尼亚人和其他居住在当前斯洛文尼亚的斯拉夫人皈依基督教。卡拉坦尼亚东部地区在745年至795年之间再次由阿瓦尔人统治。

## 近代
14世紀，斯洛維尼亞大部分成為哈布斯堡的領地。此後，長期被神聖羅馬帝國統治。
16世纪，宗教改革在斯洛文尼亚传播。

### 启蒙时代與民族主义
在18世纪初期至19世纪初期，斯洛文尼亚经历和平时期。自18世纪中期，经济开始温和的复苏。18世纪后期，斯洛文尼亚语言标准化开始。
在1805年至1813年间的法国拿破仑时代，斯洛文尼亚人居住地区为法兰西帝国伊利里亞省的一部分。尽管法国的统治是短暂的，但是它给斯洛文尼亚人带来自信和自由的觉醒。
1848年革命之後，斯洛文尼亞人的民族意識逐漸高漲，要求自治的呼聲日益提高。

### 第一次世界大战
1918年，奧匈帝國在第一次世界大戰中戰敗，旋即崩潰。斯洛維尼亞成為塞尔维亚人、克罗地亚人和斯洛文尼亚人王国的一部分。1929年，更名為南斯拉夫王国。
第二次世界大戰時，軸心國入侵南斯拉夫，斯洛維尼亞大部分由納粹德國、意大利王国及匈牙利所兼併，戰後又以加盟共和國的身份重歸南斯拉夫。

## 現代

### 并入南斯拉夫
二戰之後，斯洛文尼亞繼續留在南斯拉夫社會主義聯邦共和國。斯洛文尼亞是南斯拉夫境內最發達的地區，但其財政收入卻有很多用來補貼南部較不發達的共和國，這讓很多斯洛文尼亞人感到不公。1980年，南斯拉夫領導人鐵托逝世後，斯洛維尼亞政府開始自行進行一系列的政治、經濟改革。
1989年9月，通過修正案，重申斯洛維尼亞加盟共和國脫離聯邦的權利。1990年4月，斯洛文尼亞舉行首次自由選舉。1990年12月23日，斯洛文尼亞進行全民公決，88%贊成獨立。1991年6月25日，斯洛文尼亞宣佈獨立。南斯拉夫隨即向斯洛文尼亞宣戰並派兵，但十天內便撤退，雙方傷亡輕微，史稱十日戰爭。

### 斯洛文尼亚共和国
1992年，歐洲共同體承認斯洛文尼亞為獨立國家，並接納斯洛文尼亞加入聯合國。
獨立後，斯洛文尼亞將注意力轉向西方。
2004年3月，加入北约。5月1日，加入欧盟。2007年1月，加入欧元区，正式啟用歐元。
2007年12月21日，成為申根公約會員國。